# Wladimer Dgebuadze
Wladimer Dgebuadze (gruz. ვლადიმერ დგებუაძე; ur. 2 października 1970) – gruziński judoka.
Walczył w wadze do 71 kilogramów. Brał udział w igrzyskach olimpijskich w 1996. Ma w dorobku brązowy medal mistrzostw świata w 1991, wywalczony w barwach Związku Radzieckiego. Na mistrzostwach Europy w 1993 – już dla Gruzji – wywalczył złoto. W 1990 był mistrzem świata juniorów, w tej kategorii wiekowej zdobył również złoto (1989) kontynentalnego czempionatu.